# Bộ Văn hóa và Du lịch (Trung Quốc)
Bộ Văn hóa và Du lịch là một bộ của Quốc vụ viện Cộng hòa Nhân dân Trung Hoa chịu trách nhiệm về chính sách văn hóa và các hoạt động và du lịch trong nước. Trụ sở chính của bộ đặt tại quận Triều Dương, Bắc Kinh. Bộ Văn hóa và Du lịch được thành lập ngày 19 tháng 3 năm 2018 và các cơ quan tiền thân của Bộ Văn hóa và Du lịch là Bộ Văn hóa và Cục Du lịch Quốc gia.

## Lịch sử
Ngày 19 tháng 3 năm 2018, Chính phủ Cộng hòa Nhân dân Trung Hoa công bố Bộ Văn hóa Trung Quốc và Cục Du lịch Quốc gia Trung Quốc đã sáp nhập tạo thành Bộ Văn hóa và Du lịch tại hội nghị lần thứ nhất của Đại hội Đại biểu Nhân dân toàn quốc khóa XIII. Trong ngày hôm đó, Lạc Thụ Cương được bầu làm Bộ trưởng Bộ Văn hóa và Du lịch.

## Danh sách Bộ trưởng
| STT | Tên           | Nhậm chức           | Từ chức     | Ghi chú |
| --- | ------------- | ------------------- | ----------- | ------- |
| 1   | Lạc Thụ Cương | 19 tháng 3 năm 2018 | Đương nhiệm | [ 4 ]   |